# Vinko Puljić
Vinko Puljić (Bania Luka, República Socialista de Bosnia y Herzegovina, 8 de septiembre de 1945) es un cardenal bosnio croata de la Iglesia católica. Es el arzobispo emérito de Vrhbosna desde 2022, y fue elevado al cardenalato en 1994 por Juan Pablo II. Es por tanto el primer cardenal más antiguo con carácter de elector

## Curiosidades
Es el cardenal más antiguo (desde el 26 de noviembre de 1994) entre los que aún son electores. Posee esa condición desde el 31 de octubre de 2016 (al cumplir 80 años el cardenal Nicolás de Jesús López Rodríguez) y la perderá al cumplir 80 años el 8 de septiembre de 2025.

## Vida y educación tempranas
El doce de trece hijos, Vinko Puljić nació en Banja Luka, en la República Socialista de Bosnia y Herzegovina, sus padres fueron Iván y Kaja Puljić. Su madre murió cuando él tenía tres años de edad, y su padre se volvió a casar después. Estudió en el seminario menor de Zagreb, un monje trapense local vendió su moto para ayudar al padre de Vinko a pagar pensión. Luego estudió filosofía y teología en el seminario mayor de Đakovo.

## Sacerdocio

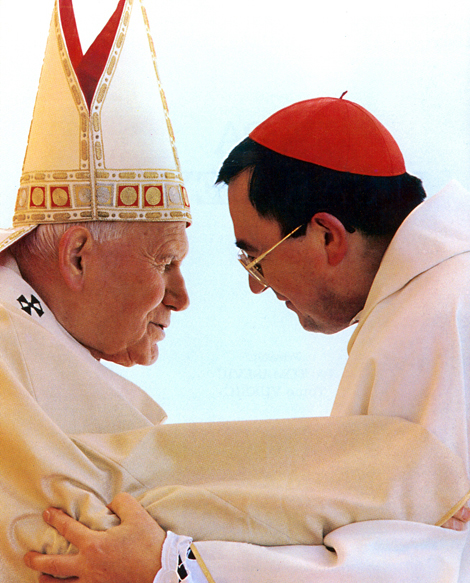
El Papa Juan Pablo II y el cardenal Vinko Puljić, Visita pastoral del Papa Juan Pablo II a Bosnia y Herzegovina, 12 de abril - 13 de abril de 1997

Puljić fue ordenado sacerdote por el obispo Stjepan Bauerlein el 29 de junio de 1970, y luego se desempeñó como capellán en la diócesis de Banja Luka hasta 1973, donde se convirtió en un oficial de la curia diocesana. Fue párroco en Sasina de junio a noviembre de 1973, y en Ravska 1973-1978. En 1978, fue nombrado director espiritual del seminario menor de Zadar. Durante este tiempo, él también sirvió como confesor en un monasterio benedictino y organizó retiros espirituales para sacerdotes, seminaristas, religiosos y religiosas.
En 1987, regresó a la diócesis de Banja Luka, donde se desempeñó como párroco en Gradiška. Más tarde fue trasladado a Sarajevo en 1990 como vicerrector de su seminario mayor.

## Carrera episcopal
El 19 de noviembre de 1990, Puljić fue nombrado Arzobispo sexto de Vrhbosna por el papa Juan Pablo II, recibiendo la consagración episcopal por el pontífice, con los arzobispos Giovanni Battista Re y Justin Francis Rigali como co-consagrantes en la Basílica de San Pedro.
Tras el estallido de la Guerra Croata de Independencia, Puljić se involucró en ayudar a los miles de refugiados y exiliados y defendiendo los derechos humanos.
Puljić fue creado Cardenal Presbítero de Santa Chiara un Vigna Clara por Juan Pablo II en el consistorio del 26 de noviembre de 1994. Actualmente es el cardenal elector más antiguo y fue el primero en entrar a la Capilla Sixtina (después de los cardenales obispos) en el cónclave de 2025.
El 18 de octubre de 2001 fue investido como alguacil de la Gran Cruz de Honor y Devoción de la Soberana Orden Militar de Malta. Puljić fue uno de los cardenales electores que participaron en el cónclave papal 2005 que seleccionó al papa Benedicto XVI, y en el de 2013 que eligió al papa Francisco. Dado que  al Cónclave de 2025  su edad seguía estando por debajo de los 80 años,  participó en una tercera elección papal,donde se eligió al papa León XIV (algo que no sucedía desde 1978 cuando el cardenal Giuseppe Siri participó en un tercer y cuarto cónclave).
Se desempeñó como Presidente de la Conferencia Episcopal de Bosnia-Herzegovina de 1995 a 2002, y nuevamente desde 2005 hasta la actualidad. El martes 18 de septiembre de 2012, Benedicto XVI lo nombró como un Padre sinodal para el 13 de octubre de 2012 en la Asamblea General Ordinaria del Sínodo de los Obispos.
El 29 de enero de 2022 Vinko Puljić aceptó su renuncia al gobierno pastoral como arzobispo de Vrhbosna por motivos de edad.
El 21 de febrero de 2025, tras la muerte del papa Francisco, pierde sus cargos en los dicasterios de los que es miembro, de acuerdo con la constitución apostólica Pastor Bonus. En el 7 de mayo de 2025 debía participar como cardenal elector en el cónclave que llevará a la elección del nuevo Papa. No obstante, el 22 de abril confirmó que, por motivos de salud, no viajariá a Roma. "Mi estado de salud no me permite asistir a un tercer cónclave. Los médicos no lo recomiendan y no me siento en condiciones de afrontarlo. No tengo previsto viajar a Roma, a menos que el Vaticano me lo solicite expresamente". Cuatro días después, el 25 de abril, la Conferencia Episcopal de Bosnia Herzegovia comunicó en un breve comunicado que el cardenal y arzobispo emérito de Sarajevo, Puljic, tras recibir el visto bueno de su médico, viajó a Roma, participando en el que fue su tercer cónclave.